# São Paulo Indy 300
Itaipava São Paulo Indy 300 Nestlé foi um evento automobilístico que fazia parte da IndyCar Series. A corrida aconteceu no Circuito Anhembi, um circuito de rua localizado nas imediações do Parque Anhembi, situado no distrito de Santana, zona norte paulistana. Vale lembrar que no bairro de Santana nasceram Ayrton Senna e Chico Landi, importantes nomes do automobilismo nacional.
A primeira edição aconteceu no dia 14 de março de 2010, sendo a prova inaugural da temporada 2010 da IndyCar SeriesA ultima edição foi no dia 05 de maio de 2013.

## História

### 2009

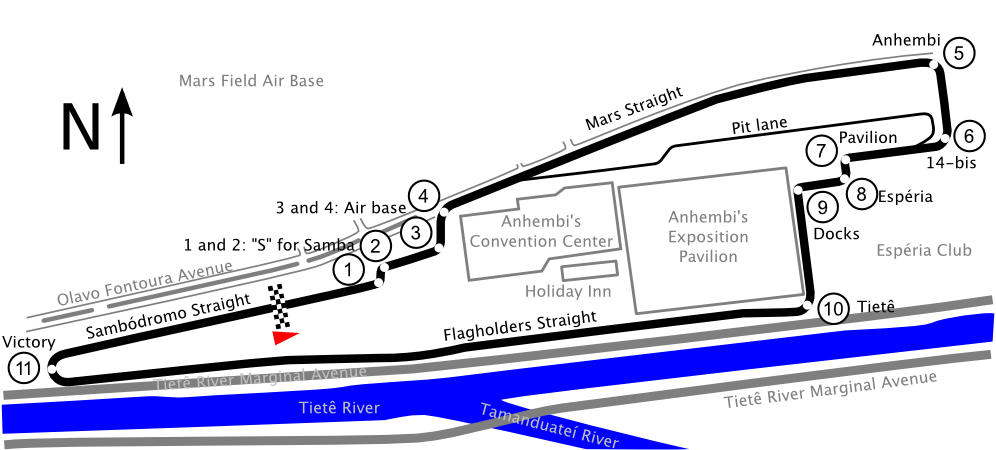
Circuito do Anhembi.

Após o acerto da IndyCar Series com a Apex-Brasil, começou as especulações sobre uma possível chance do Brasil sediar uma etapa da categoria em 2010. Em julho, com a divulgação do calendário provisório de 2010, a corrida no Brasil foi confimada para o dia 14 de março, porém ainda aparecia sem uma sede definida. Inicialmente as cidades de Campinas,Ribeirão Preto,  Rio de Janeiro e  Salvador apareceram como principais candidatas para receber a prova.
Ainda em maio Ribeirão Preto recebeu a vistoria de representantes da IRL, porém acabou desistindo por não conseguir angariar patrocinadores para bancar a corrida. Em outubro, aIndyCar Series chegou a colocar em sua página oficial uma notícia confirmando o acerto entre a categoria e a cidade do Rio de Janeiro para receber a etapa brasileira, porém pouco tempo depois a página foi retirada do ar sem nenhuma explicação. Já em novembro o representante da IndyCar Series no Brasil, Carlo Gancia, anunciou que a cidade fluminense não iria mais receber a etapa brasileira pela falta de interesse do prefeito Eduardo Paes. Dias depois foi confirmado oficialmente que a cidade de São Paulo receberia a corrida, e que apesar de existir o Autódromo de Interlagos na cidade, a prova seria disputada em circuito de rua.

### 2010

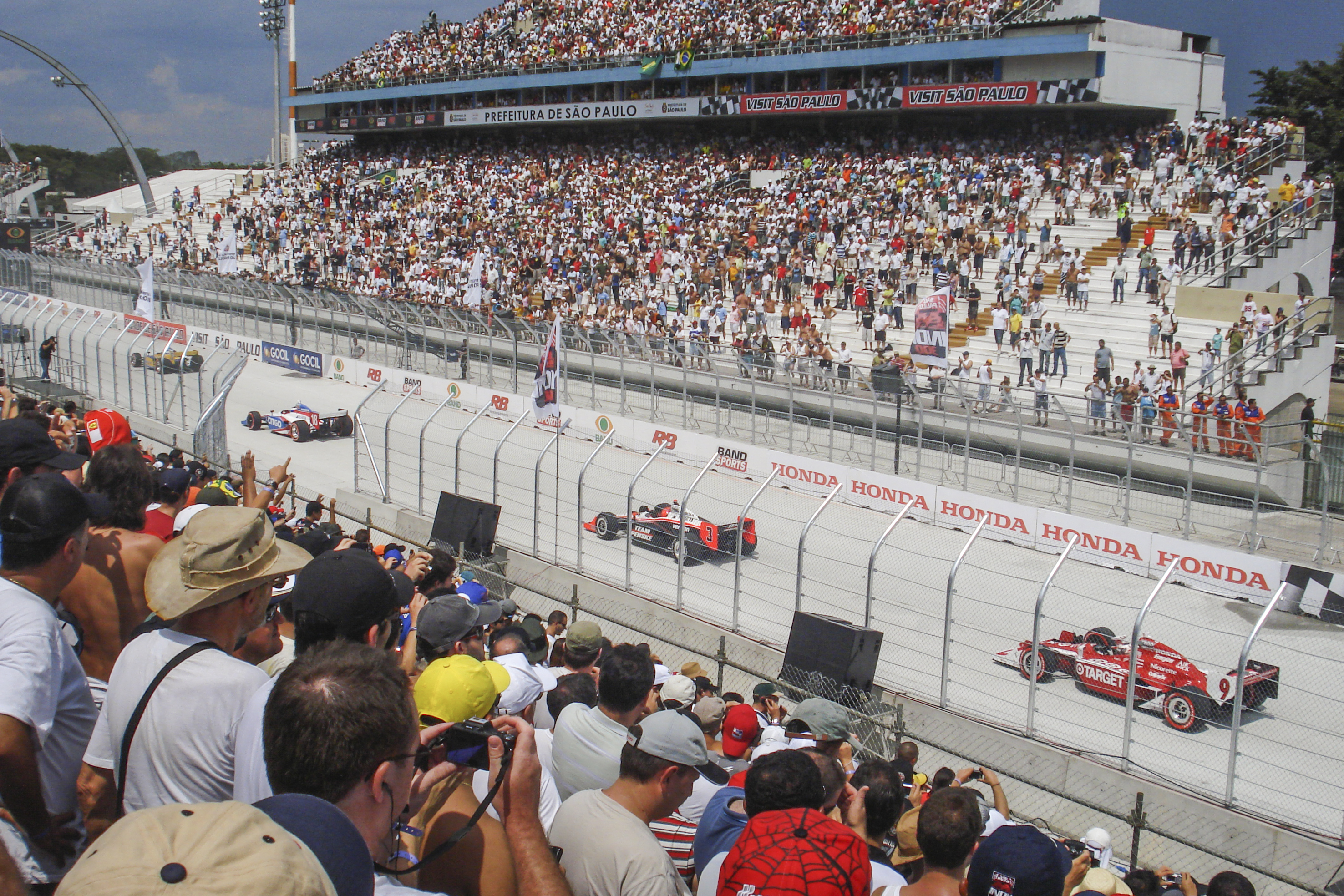
Etapa de 2010.

Em janeiro foi confirmado o traçado da corrida, e que seria disputado na região do Sambódromo do Anhembi, utilizando parte da Marginal Tietê e da avenida Olavo Fontoura.
No dia 13 de março aconteceram os primeiros treinos na pista, que foi marcada por problemas na pista, como a fortíssimas ondulações e a baixa aderência da pista, sobretudo na reta de concreto do Sambódromo, onde vários pilotos rodaram durante o treino, sendo que Bia Figueiredo e Milka Duno danificaram seus carros. Por causa disso, o treino classificatório que iria acontecer no sábado, passou para o dia seguinte. Durante a madrugada foi feito o lixamento e ranhuras na pista, para se evitar a baixa aderência na reta do Sambódromo.
No treino classificatório o escocês Dario Franchitti conquistou a pole position com o tempo 1:27.7354. A corrida foi realizada na parte da tarde, com a vitória do australiano Will Power da equipe Penske, seguido por Ryan Hunter-Reay e Vitor Meira.
Em dezembro, o Grupo Bandeirantes de Comunicação garantiu os direitos da prova por mais nove anos, garantindo a realização da prova até o ano de 2019.

### 2011
Nos treinos Will Power garantiu a pole com Ryan Hunter-Reay em segundo e Scott Dixon em terceiro. Na corrida uma forte chuva caiu sobre o circuito. Após a largada já houve acidente logo na primeira curva, com o americano passando reto batendo na barreira de pneus. Na curva do s do samba Hélio Castroneves foi tocado por Dario Franchitti e junto com o brasileiro, Danica Patrick e Simona de Silvestro também se envolveram. A relargada foi dada na sétima volta na mesma curva fazendo com que Scott Dixon rodasse sozinho. Logo atrás mas três carros também rodaram. A corrida continuou com a bandeira verde e na nona volta, quando a chuva aumentou foi acionada a bandeira amarela. Com a visão dos pilotos dificultada na pista molhada na reta da Marginal Tietê, o brasileiro Vitor Meira rodou e quebrou a asa traseira logo veio J. R. Hildebrand e Raphael Matos que passaram reto mas não bateram. Na curva do S do Samba, Sebastian Bourdais também rodou sozinho porém não bateu enquanto o australiano segurou a pole até a decima volta quando foi acionada a bandeira vermelha. Depois de duas horas e meia de paralisação os carros voltaram para a pista com bandeira amarela, até a decima quarta volta, quando a bandeira vermelha foi acionada novamente, desta vez definitiva. A corrida foi retomada no dia seguinte e o australiano perdeu a primeira posição para Takuma Sato na vigésima sexta volta, caindo para o final do pelotão. O australiano parou nos boxes para reabastecer aproveitando as paradas dos outros carros, enquanto Sato permaneceu na pista e parou apenas nas últimas voltas permitindo que Power assumisse a liderança até o a última volta, vencendo mais uma vez, seguido por Graham Rahal e Ryan Briscoe.

## Resultados

### IndyCar Series
| Ano  | Data                  | Vencedor          | Equipe             | Chassis | Motor     | Pneus     | Detalhes |
| ---- | --------------------- | ----------------- | ------------------ | ------- | --------- | --------- | -------- |
| 2010 | 14 de março           | Will Power        | Team Penske        | Dallara | Honda     | Firestone | Detalhes |
| 2011 | 1 de maio - 2 de maio | Will Power        | Team Penske        | Dallara | Honda     | Firestone | Detalhes |
| 2012 | 29 de abril           | Will Power        | Team Penske        | Dallara | Chevrolet | Firestone | Detalhes |
| 2013 | 5 de maio             | James Hinchcliffe | Andretti Autosport | Dallara | Honda     | Firestone | Detalhes |